# Дрізд колумбійський
Дрізд колумбійський (Turdus daguae) — вид горобцеподібних птахів родини дроздових (Turdidae). Мешкає в Панамі, Колумбії і Еквадорі. Раніше вважався підвидом білогорлого дрозда, однак зпа гезультатами молекулярно-генетичного дослідження 2016 року був визнаний окремим видом.

## Поширення і екологія
Колумбійські дрозди мешкають на крайньому сході Панами (Дар'єн) та на заході Колумбії і Еквадору. вони живуть у вологих тропічних лісах та на узліссях. Зустрічаються на висоті до 900 м над рівнем моря.